# Poštorná
Poštorná (německy Unter Themenau, v místním nářečí také Poštorňa) je část města Břeclavi v Jihomoravském kraji, v oblasti Valticka. Původně samostatná obec (městys), do roku 1920 patřila do Dolních Rakous. Leží na jihozápadě města u hranic s Rakouskem a má asi 5 tisíc obyvatel.
Od charvátské kolonizace v 16. století se jednalo o jednu z mála slovanských obcí v historických Rakousích. Zdejší obyvatelstvo postupně splynulo s Moravskými Slováky z přilehlého Podluží a vytvořilo svébytný folklór kombinující podlužácké a charvátské prvky.
Roku 1920 byla Poštorná jako součást Valticka včleněna do Československa, země Moravské, a připojena k politickému okresu Hodonín. V letech 1938–1945 byla v rámci Sudet (spíše ze strategických než národnostních důvodů) přímou součástí Německa. Od roku 1949 patřila do nově vzniklého okresu Břeclav a roku 1974 byla k Břeclavi připojena.

## Geografie
Poštorná se nachází v Dolnomoravském úvalu při ústí potoka Včelínek do systému ramen řeky Dyje. Terén je většinou plochý, mírně skloněný k východu, většina zástavby leží na nízké terase nad dyjskou nivou, do které klesá na některých místech poměrně prudkým svahem. Z většiny stran obklopují Poštornou lesy: ze západu a jihu Boří les, ze severovýchodu a jihovýchodu komplex lužních lesů podél dolní Dyje. Tyto zalesněné části katastru vesměs patří do Lednicko-valtického areálu. Západně od čtvrti se těžily cihlářské hlíny a jíly (těžba již neprobíhá), na několika místech katastru jsou naleziště ropy. Část oblasti lužních lesů je součástí národní přírodní rezervace Lanžhotské pralesy. Do správního území obce zasahuje také část národní přírodní památky Soutok.
Poštorná sousedí na severu s Charvátskou Novou Vsí, na východě s vlastní Břeclaví, na západě s Valticemi a na jihu s Rakouskem (obec Bernhardsthal).

## Členění a ulice
Poštorná se člení na 6 základních sídelních jednotek: Boří les, Díly, Poštorná, Průmyslový obvod Poštorná, Štěpnice a Tatran. Poslední dvě uvedené jednotky se nacházejí na říčním ostrově mezi Dyjí a odlehčovacím ramenem a přiléhají k vlastní Břeclavi. Obydlené jsou ZSJ Díly a Poštorná, přičemž hranice mezi nimi vede po ulicích třída 1. máje a Nádražní. 
Díly zahrnují starou řadovou zástavbu na ulicích Hlavní a Záhumní, novější sídliště Čs. armády (zvané právě „Díly“) a západně za tratí ještě Tovární kolonii, vše vesměs rodinné domy. ZSJ Poštorná zahrnuje starou vesnickou a maloměstskou zástavbu směrem na východ a jih od kostela a sídliště bytových domů ležící západně.
Centrum čtvrti se nachází okolo křižovatky ulic Hlavní, třída 1. máje, Osvobození a Záhumní. Uvnitř trojúhelníku hlavních ulic Osvobození, Jana Skácela a třídy 1. máje se nachází prostranství zvané Rovnice, kde se konají společenské akce.
Funkčně a urbanisticky je součástí Poštorné i přilehlé panelové sídliště Na Valtické (severně od Valtické ulice), které však úředně náleží do místní části a katastrálního území Charvátská Nová Ves.
Pro účely voleb je Poštorná rozdělena na okrsky Břeclav č. 3 až 6.

### Seznam ulic
Třída 1. máje (část), Budovatelská, Čs. armády, Dělnická, Dolní luční, Dyjová, J. Fučíka, Gagarinova, Hájová, Havlíčkova, Hlavní, Horní luční, Hraniční, Komenského, Kovářská, Lesní, Nádražní, Na Valtické (pouze silnice I/40, bez sídliště), Okružní, Osvobození, Polní, Prostřední, Rovnice, Sadová, J. Skácela, B. Šmerala, Tovární kolonie, Tylova, Úzká, Záhumní

## Název
Vývoj jména vesnice (městečka) je dost složitý a odráží změny v jejím osídlení. Nejstarší doložené jméno (1411) má podobu Teymenaw a je z německého zápisu informujícího o zaniklé vsi (zanikla asi nedlouho předtím). Zapsané jméno se opírá o české (nářeční) temenec – „bažina, mokřina, bahnitý pramen, kaliště“. Není jasné, zda šlo o jméno zaniklé vsi nebo nějakého místa v její blízkosti. 
Kolem roku 1530 byla vesnice osídlena přistěhovalci z Chorvatska pod jménem Unter Krabatten („Dolní Chorvaty“) s přívlastkem odlišujícím ji od sousední Charvátské Nové vsi (v němčině Ober Krabatten). Od počátku 16. století se v německých dokladech objevuje i jméno Postorn či Posthorn záhy přejaté do češtiny zprvu v podobě Poštorn. Toto jméno se zatím nepodařilo vysvětlit. Z roků 1529 a 1531 jsou doložena i ojedinělá jména Purkstál a Purkštol. Už od znovuosídlení se vesnice v němčině vedle Unter Krabatten a Post(h)orn označovala i jménem Unter T(h)emenau, které v 18. století převládlo.

## Přehled historie
- 1. polovina 16. století – na lichtenštejnském panství založena charvátskými kolonisty ves Poštorná
- od 1653 – sídlo samostatné farnosti (do roku 1785 součástí pasovské diecéze)
- po 1860 – industrializace – sladovna, knížecí cihelna (dnes Poštorenské keramické závody), chemická továrna Schramm (dnes Fosfa)
- 1872 – napojení na železnici (trať Břeclav–Znojmo) s dnešní stanicí Boří les (jižně od obce, u chemické továrny)
- 1873 – 1262 obyvatel
- 1901 – otevření železniční trati do Lednice, se stanicí Poštorná (u cihelny)
- od 1908 – boj za udržení českojazyčné školy
- 31. 7. 1920 – připojení k Československu (velká většina obyvatel českojazyčná – 94 % roku 1900)
- 1924 – povýšení na městys
- 1938–1945 – součást Německé říše
- 1961 – 3472 obyvatel
- 1. 1. 1974 – připojení k Břeclavi
- 1990 – znovu otevřen silniční hraniční přechod do Rakouska (Reintal)
- 90. léta – místní fotbalový klub Tatran Poštorná se několik let účastnil II. ligy

## Obyvatelstvo

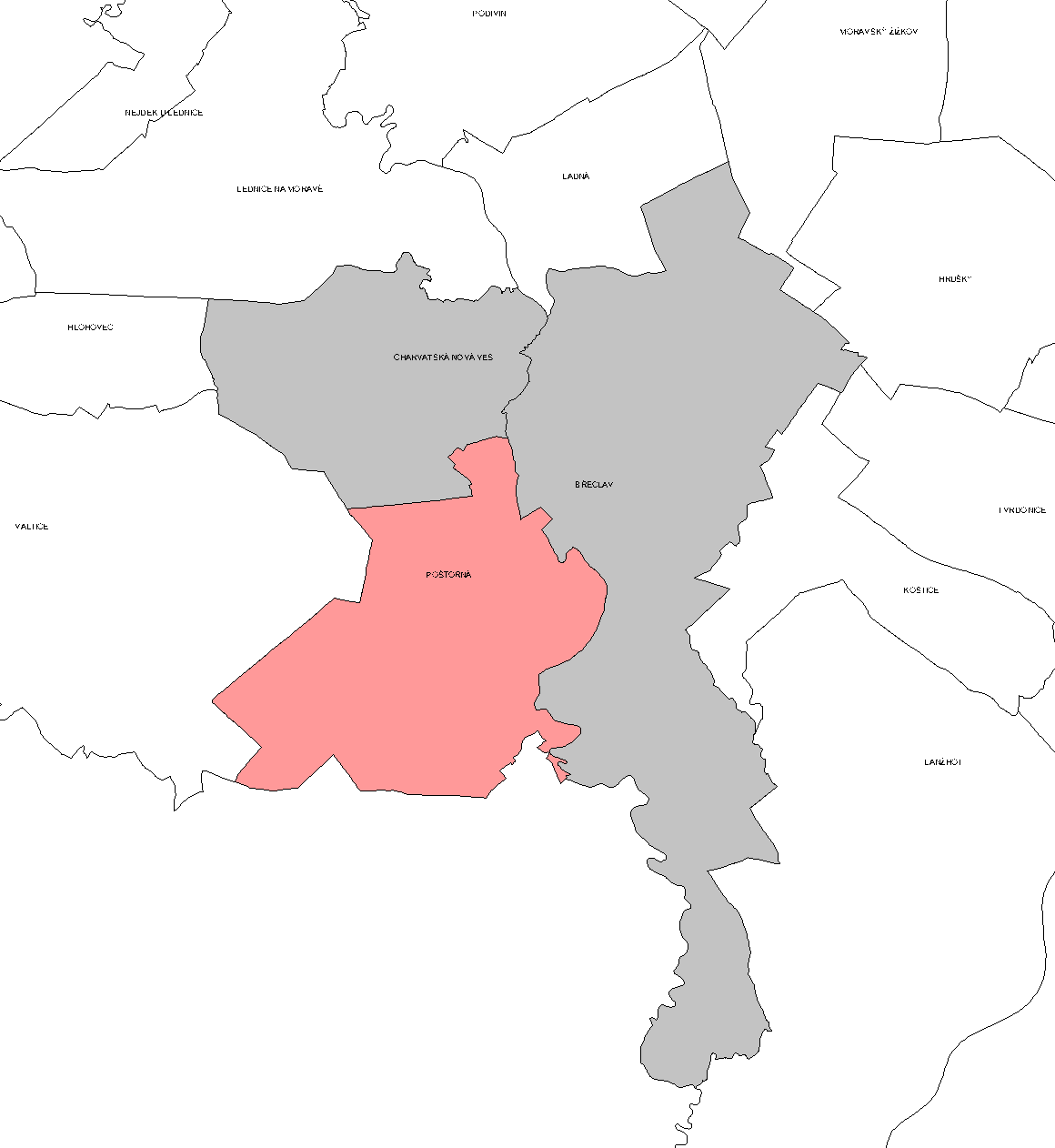
Členění Břeclavi s vyznačením Poštorné

Vývoj počtu obyvatel za celou obec i za jeho jednotlivé části uvádí tabulka níže, ve které se zobrazuje i příslušnost jednotlivých částí k obci či následné odtržení.
Urbanisticky a funkčně je součástí Poštorné i největší břeclavské sídliště Na Valtické, které ale katastrálně náleží vedlejší místní části Charvátská Nová Ves. S tímto sídlištěm by měla Poštorná asi 9 tisíc obyvatel.
| Místní části   | Místní části  | 1869 | 1880 | 1890 | 1900 | 1910 | 1921 | 1930 | 1950 | 1961 | 1970 | 1980 | 1991 | 2001 | 2011 |
| -------------- | ------------- | ---- | ---- | ---- | ---- | ---- | ---- | ---- | ---- | ---- | ---- | ---- | ---- | ---- | ---- |
| Počet obyvatel | část Poštorná | 1175 | 1711 | 2639 | 3426 | 3679 | 3860 | 3853 | 3073 | 3472 | 3682 | 4386 | 5190 | 5304 | 5038 |
| Počet domů     | část Poštorná | 194  | 247  | 316  | 403  | 521  | 586  | 723  | 773  | 801  | 801  | 815  | 1077 | 1137 | 1241 |

## Společnost a kultura
V Poštorné se konají tradiční hody s lidovou muzikou, tanci a místními zvyklostmi a obyčeji. Národopisně náleží Poštorná do Slovácka, region Podluží.
Má zde (na ulici Lesní) sídlo a hlavní areál sportovní klub MSK Břeclav.
Dětství tady prožil básník Jan Skácel, podle  něhož je pojmenovaná i ulice. 

## Doprava
Poštornou prochází silnice I/55 z Břeclavi na hraniční přechod do rakouského Reintalu, z níž se zde odpojuje silnice I/40 do Mikulova a z ní pak silnice III/41417 do Charvátské Nové Vsi a Lednice. Z historických i směrových důvodů je jako hlavní silnice značena trasa Břeclav–Lednice. Na jižním okraji čtvrti se ze silnice I/55 odpojuje ještě silnice III/05529 vedoucí na státní hranici směr Bernhardsthal – Hohenau, není však značena, je přerušena železniční tratí a z větší části je prašná nebo štěrková.
Dlouhodobě se plánuje výstavba silničního obchvatu jižně okolo čtvrti.
Prochází tudy také několik železnic, z toho stanici (jménem Boří les) zde má trať 246 Břeclav–Znojmo, z níž se zde odpojuje trať 247 do Lednice se stanicí Poštorná. Pro osobní dopravu do Poštorné však železnice nemá velký význam, protože stanice Boří les je odlehlá a řídce obsluhovaná a na trati do Lednice je pouze sezónní turistický provoz. Obvyklé je použít uzlovou stanici Břeclav a do/z Poštorné se dopravit individuálně nebo městskou hromadnou dopravou (linky IDS JMK č. 561, 562, 563, 566, 567, 568 a 569), případně lze využít i meziměstské linky směr Valtice nebo Lednice.

## Pamětihodnosti
V centru Poštorné se nachází ucelený soubor památkově chráněných budov z přelomu 19. a 20. století, navržených lichtenštejnským dvorním architektem Karlem Weinbrennerem. Tyto stavby jsou charakteristické použitím glazované keramické krytiny a keramických tvarovek, které dodávala místní knížecí cihelna (později Poštorenské keramické závody). K těmto objektům patří:
- Farní kostel Navštívení Panny Marie, novogotický chrám postavený v letech 1895–1898. Nachází se ve středu Poštorné a tvoří její současnou dominantu.
- Fara, čp. 1, dvoupatrová stavba z konce 19. století naproti kostela (nároží ulic Hlavní a Záhumní).
- Budova tzv. „červené školy“ (ZŠ Komenského) z roku 1906, čp. 60.
- Havlíčkova vila čp. 418 – vila z počátku dvacátého století pojmenovaná po místním vlastenci Aloisi Havlíčkovi a zrekonstruovaná v roce 2021, nyní fungující jako galerie s kavárnou.
- Usedlost čp. 57 z roku 1874, sídlo pobočky městské knihovny.

K Weinbrennerovým dílům v Poštorné se řadí i budova nádraží z roku 1901, na západním okraji městské části.

## Ukázka místního nářečí
Úryvek z knihy Nářečí na Břeclavsku a v dolním Pomoraví od Františka Svěráka:
| „ | Tali sú ti opce Poštorná, Charvácká Nová Ves a Hlohovec. Tito opce bili púvoďňe v Dolňích Rakúsách. Po prevraťe v osumnástém roce bili tito tri opce za pričiňeňí místňích nekolika opčanú pripojené k Moravje. Osazenstvo tíchto opcí ve starším vjeku i š čásťi Moravi, Moraváci a z velikéj čásťi osídleňí Charvátama. To bíṵ tadi kňíže Břeťislaf, co mňel tadi zámek v Břecṵavi a panství. Mňeṵ jakéhosi kamaráda f Chorvácku a pri istéj príležitosťi si postěžovaṵ jeden druhému, že nemá luďí, nemože obďeṵat jeho pole. Ten druhí si zas sťežovaṵ, že mu vihinuṵ dobitek, tak sa dohodli, že ten chorvackí mu sem pošle luďí na osaďeňí téjto krajini, na obíváňí, a ten břecṵafskí mu zas slúbiṵ posṵat dobitek. Tá vímňena sa uskutečňiṵa a došli sem ludé z ménama, keré majú na konci ič, Jankovič, Ivančič, Grbafčič, Fabičovič, Malčič a tag dál. A toš teda bi biṵ púvot. Obec Poštorná, mi sme ríkali Poštorňa, biṵa púvoďňe Poštorna, tam sa preprahali dostavňíkové koňe. To biṵa hospoda, stájňe tam bili pro koňe na to prepraháňí dostavňíkové; tam aj Marija Terézija prenocovaṵa na cesťe do Mikulova g dojednáňí míru. Mňeli sme tam za Rakúska škole ňemecké, ot prvňí do treťí morafské viučováňí. | “ |

## Fotogalerie

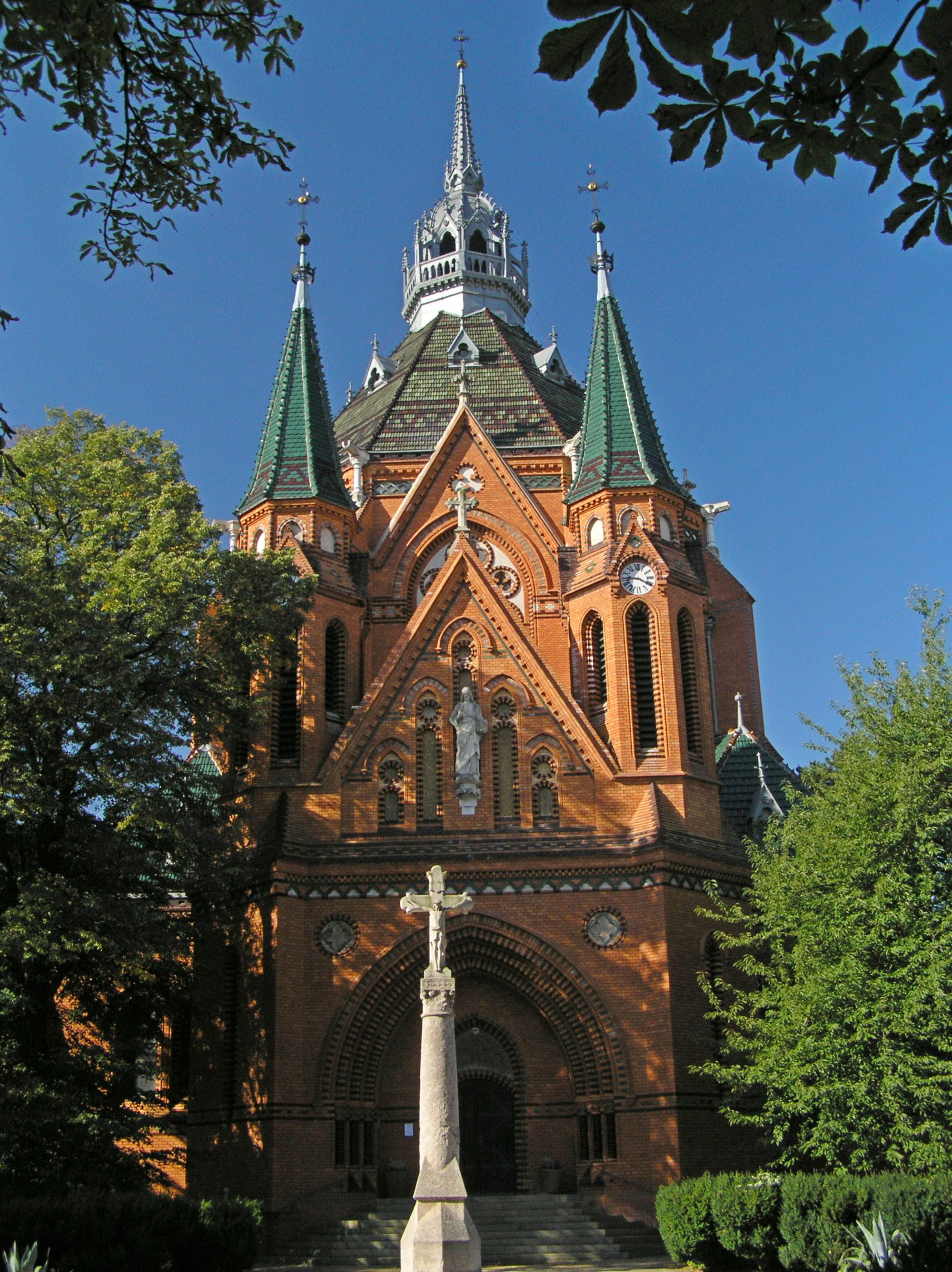
Kostel
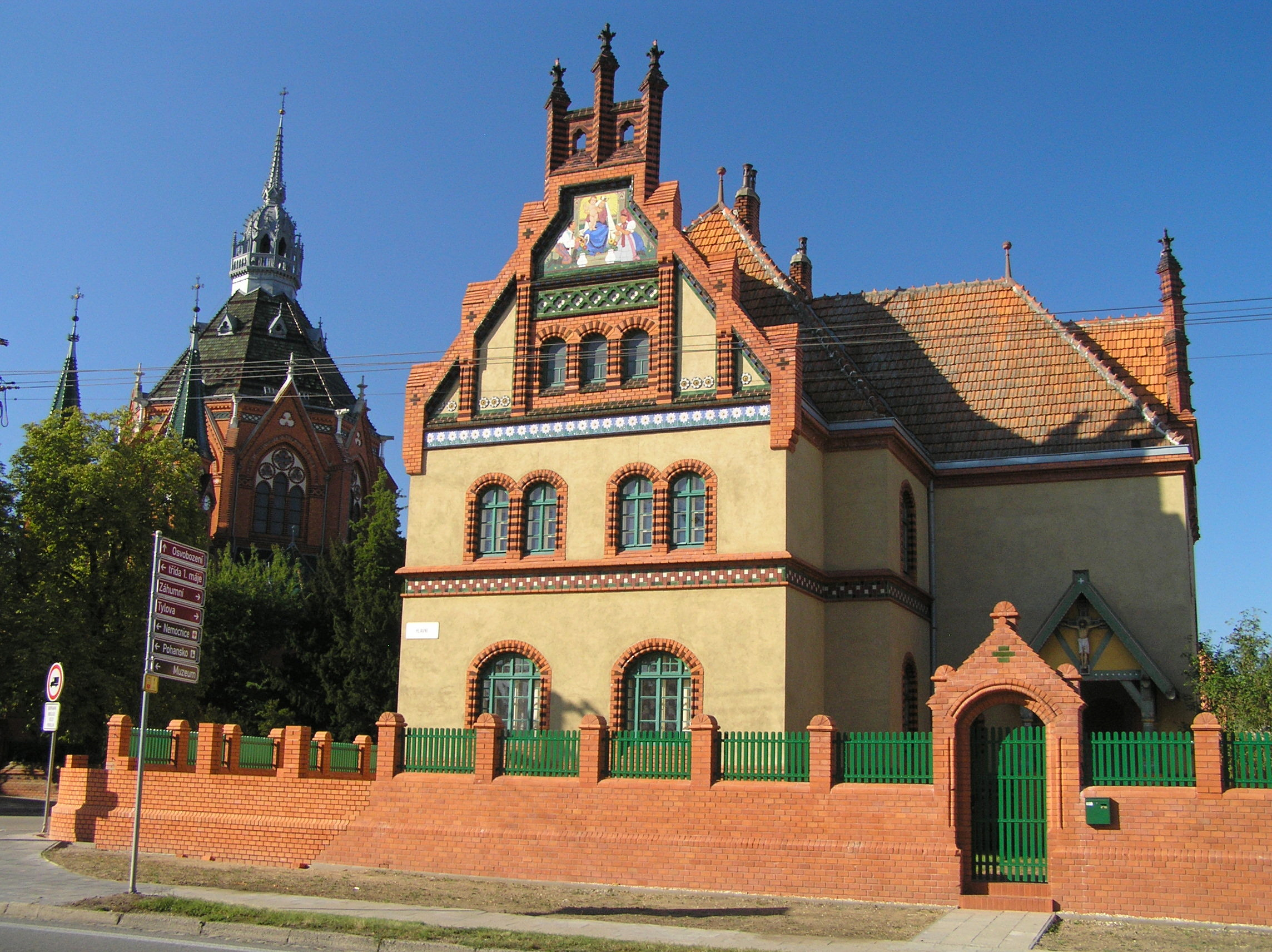
Fara
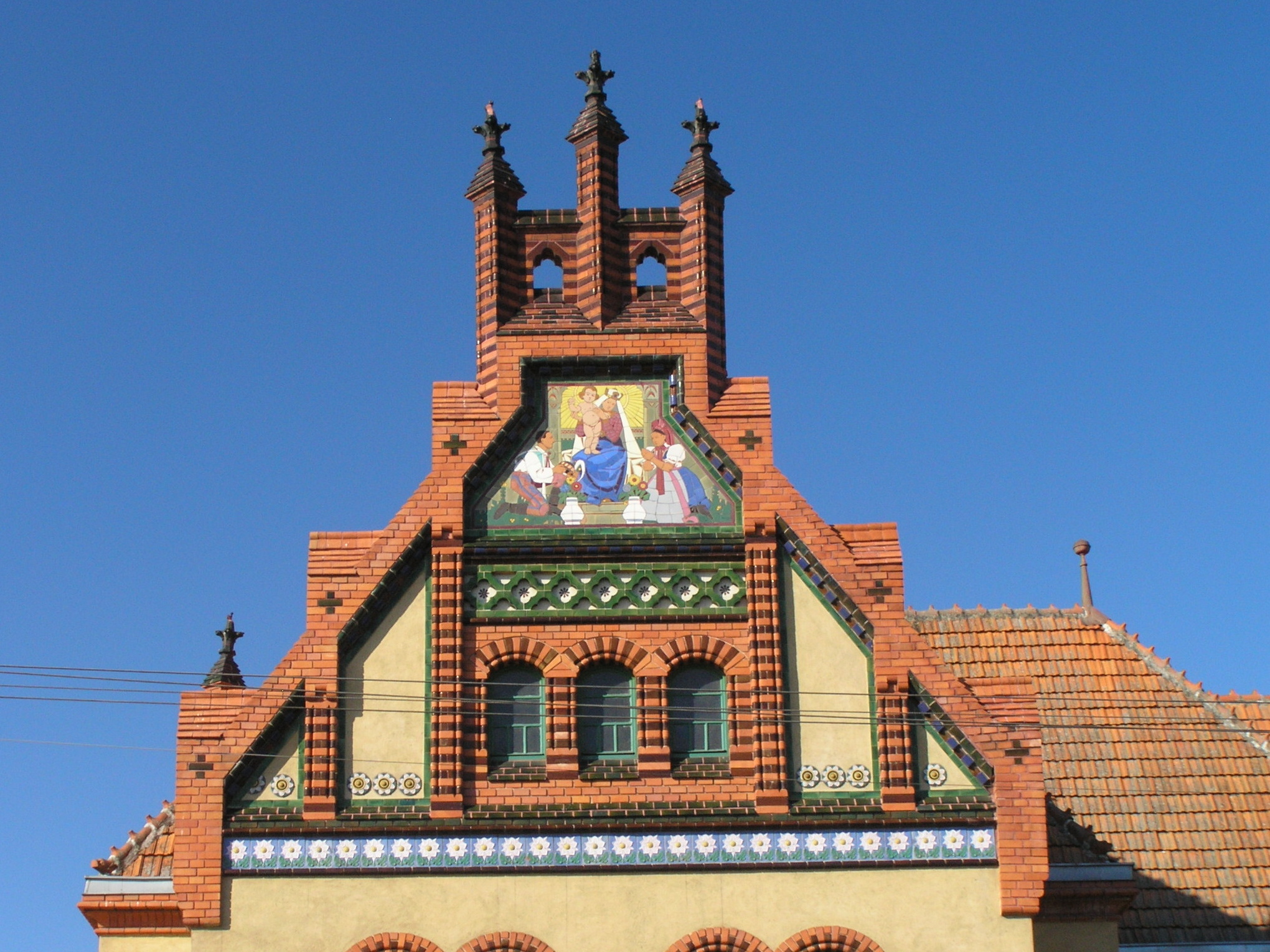
Detail na budově fary
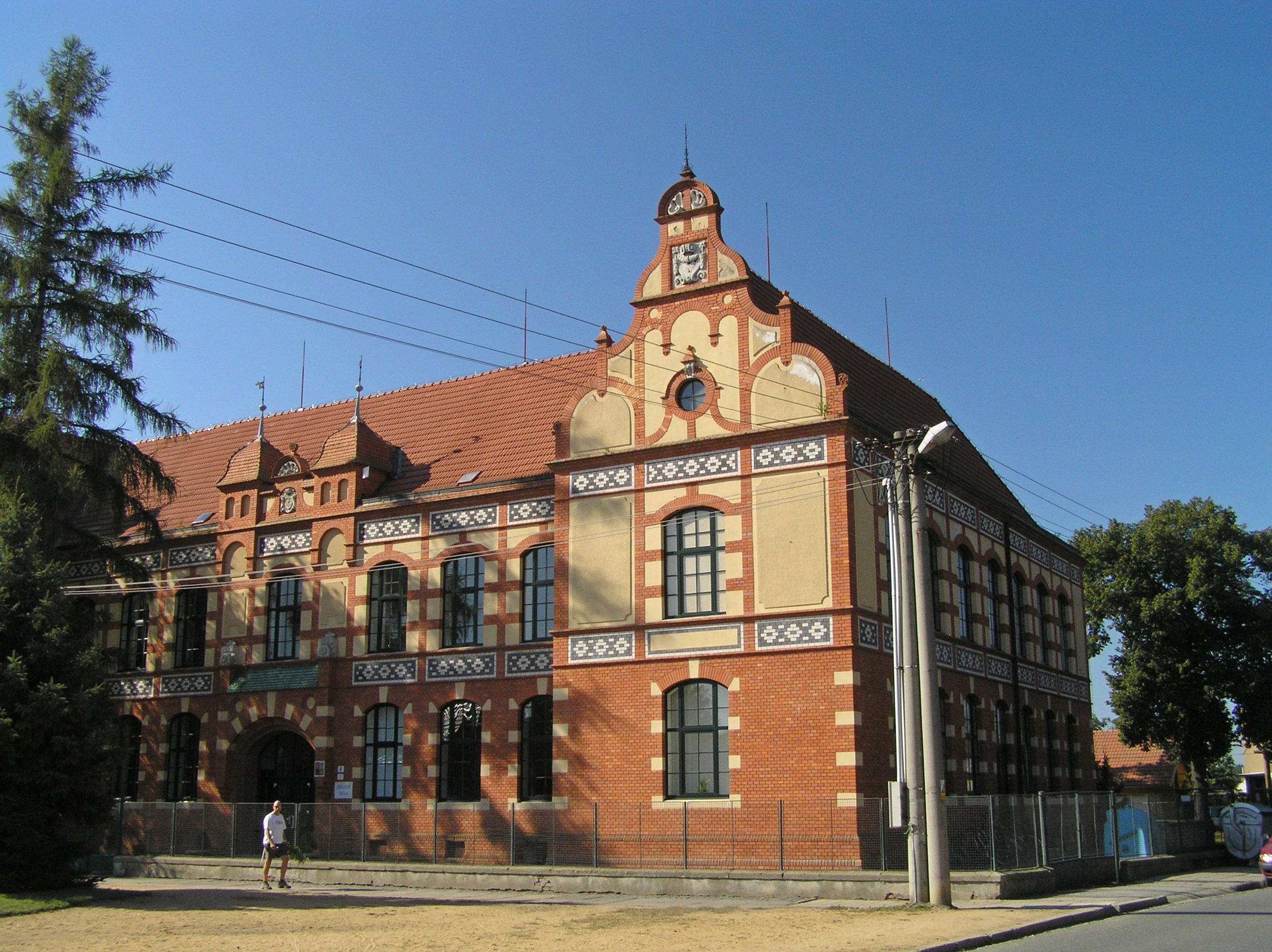
ZŠ Komenského
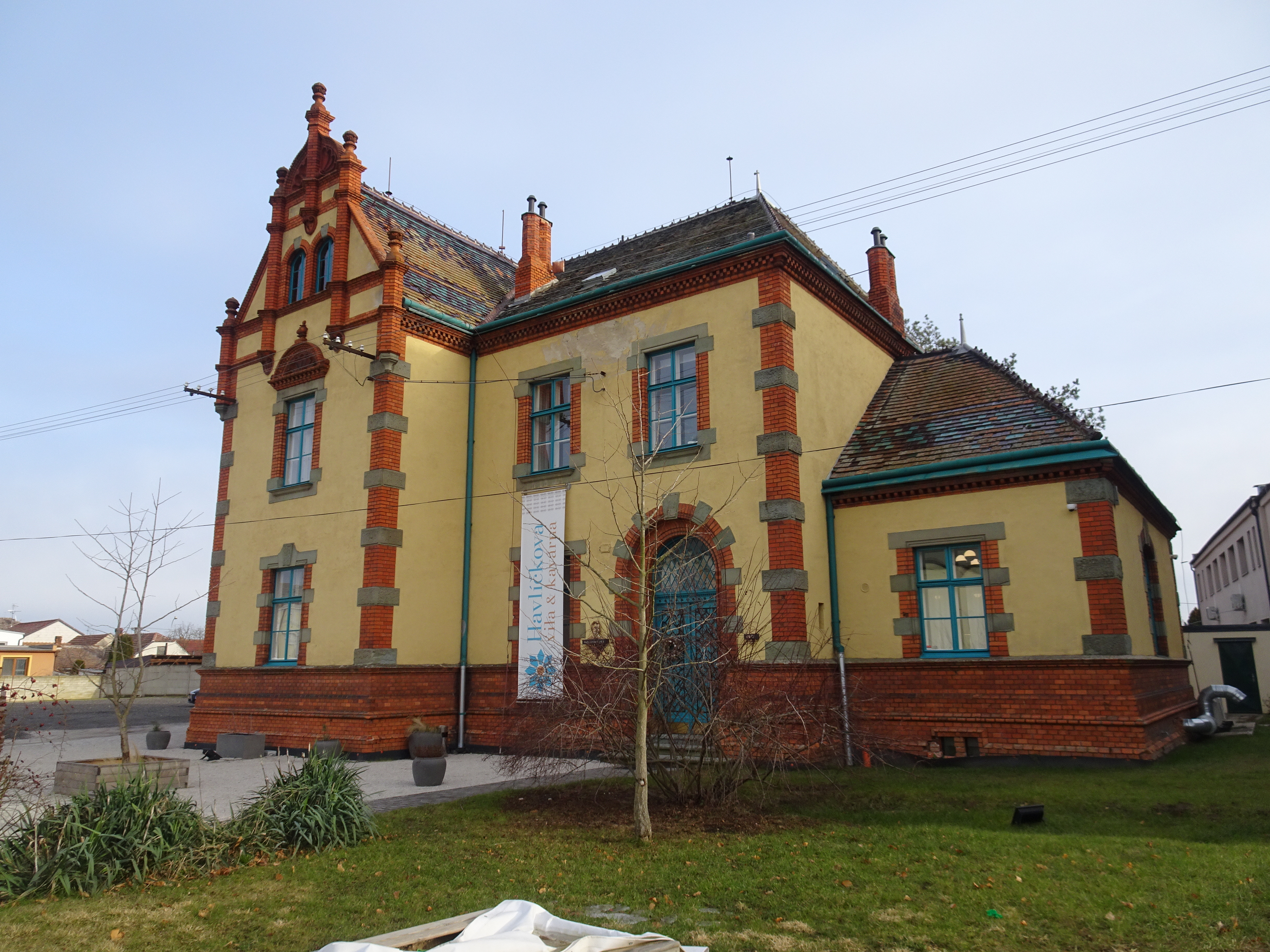
Havlíčkova vila, čp. 418
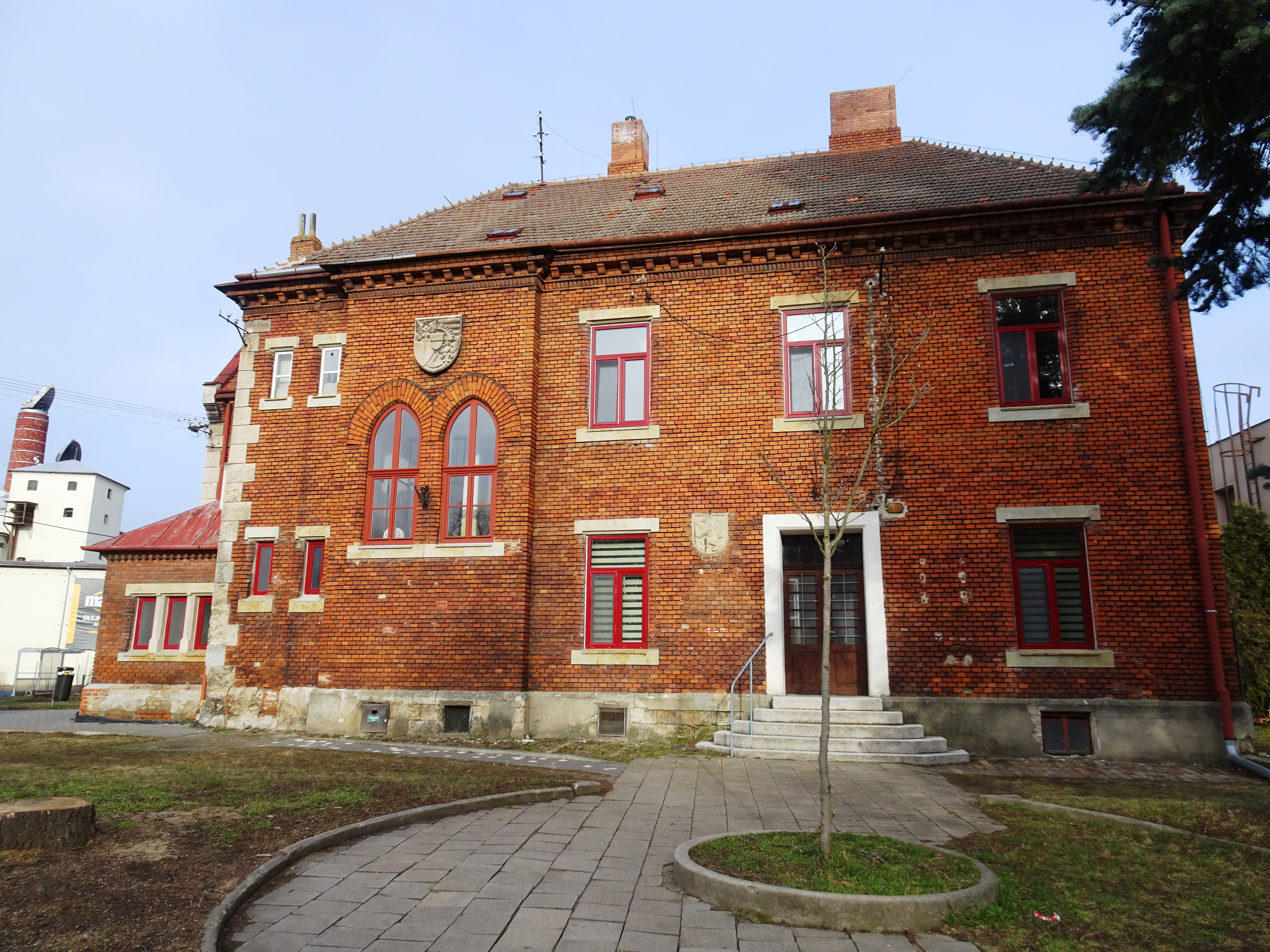
Pobočka knihovny, čp. 57
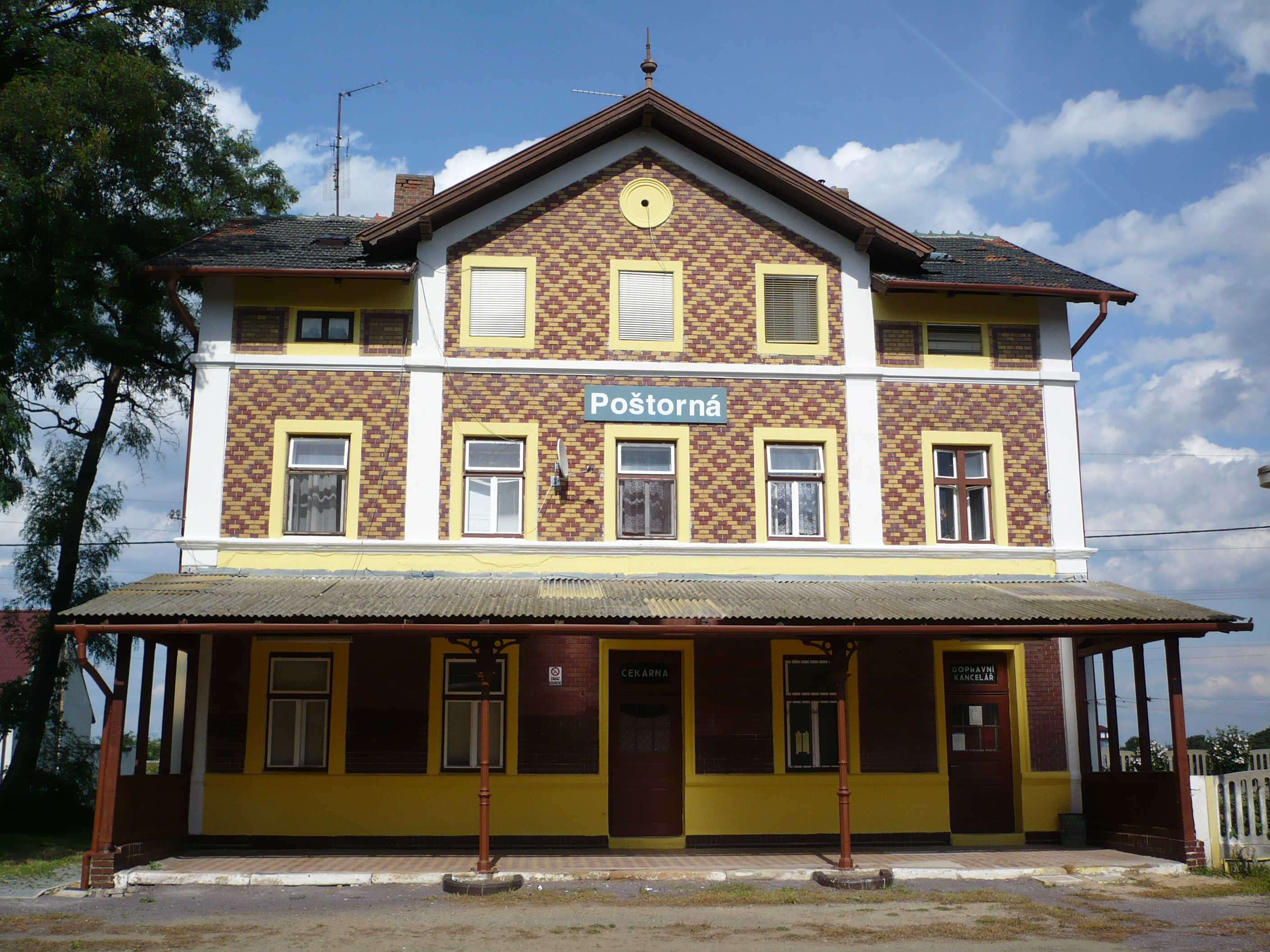
Stanice Poštorná
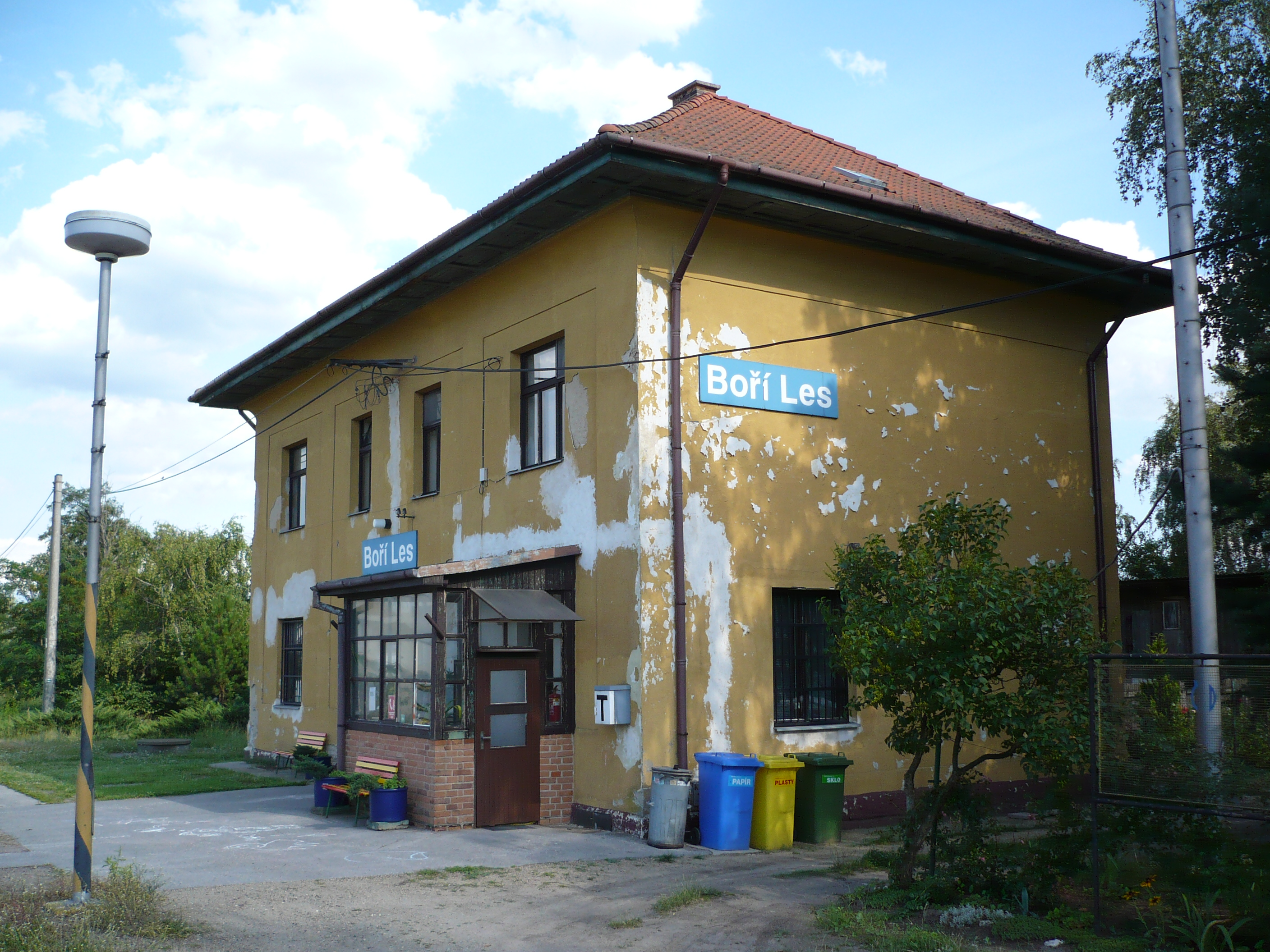
Stanice Boří les
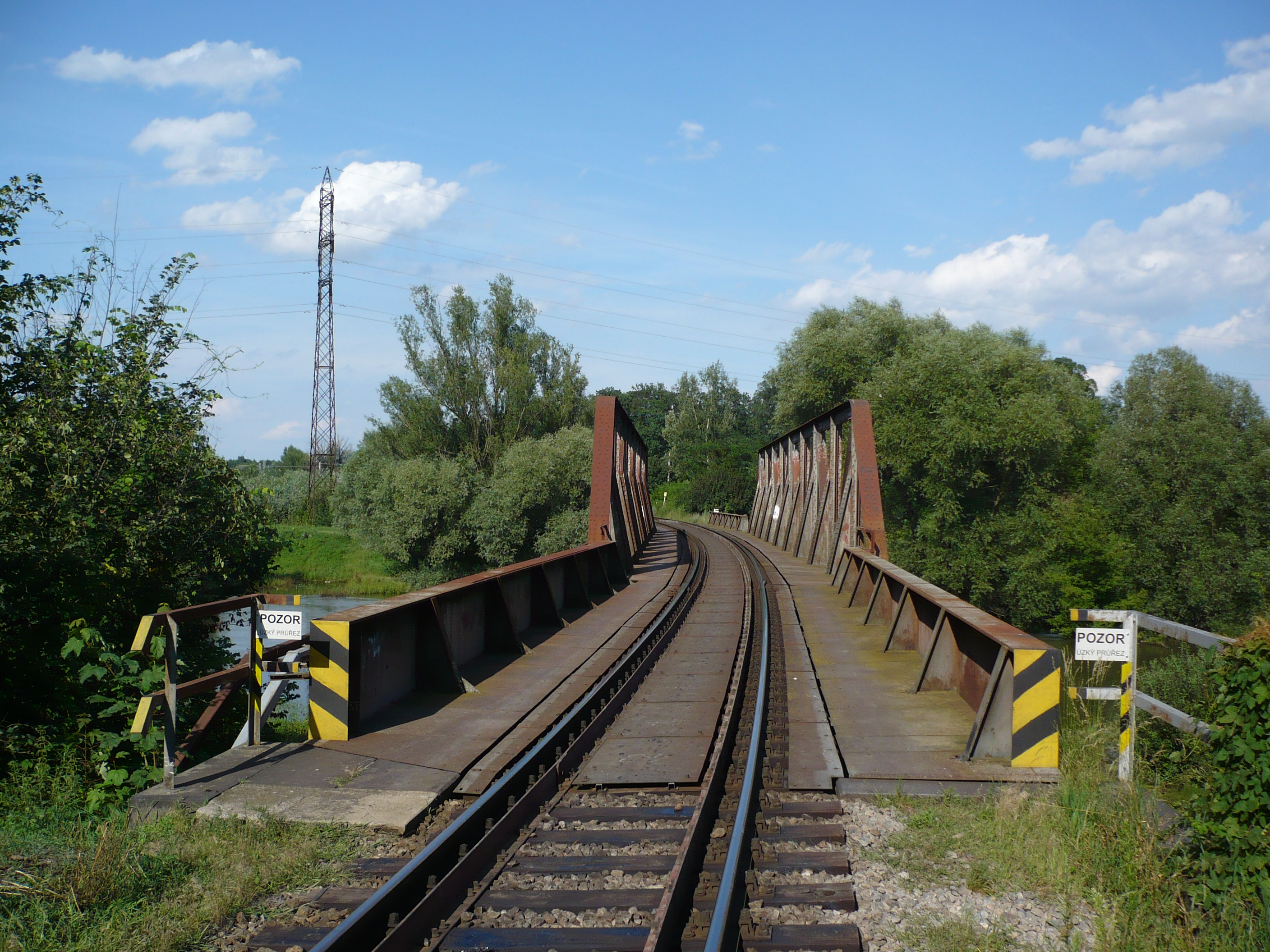
Most na trati Břeclav–Boří les
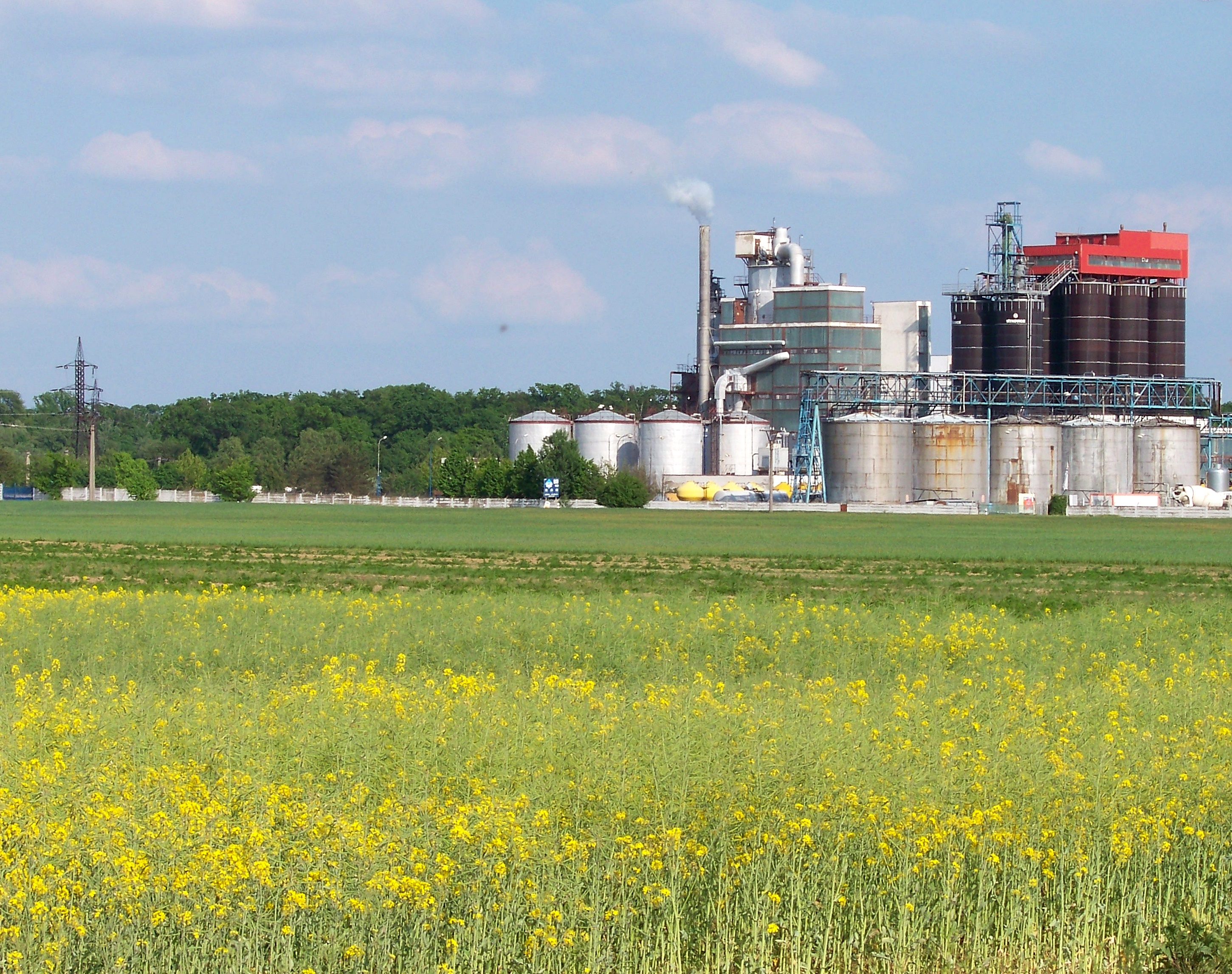
Chemický podnik Fosfa
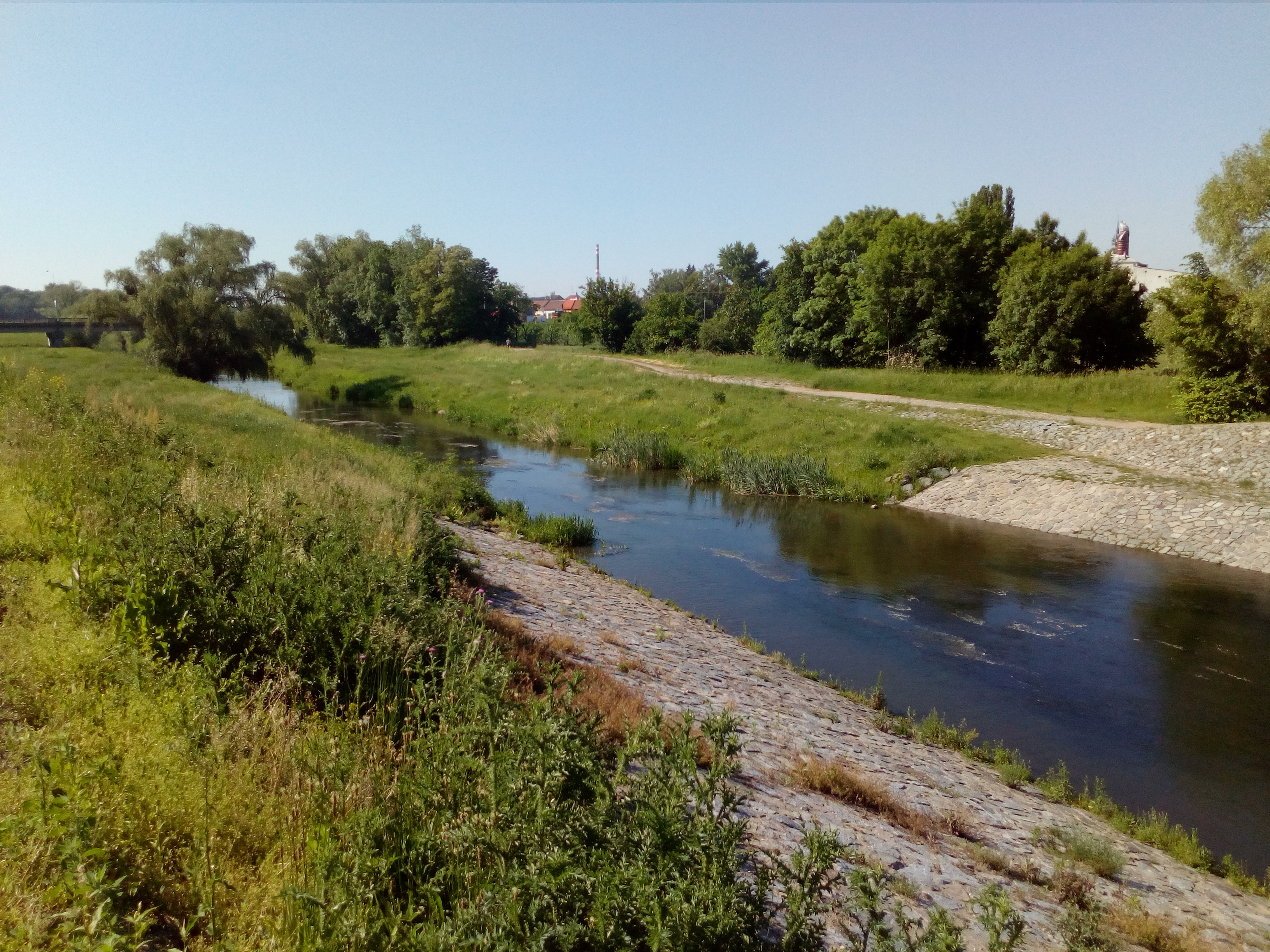
Rameno Dyje u Poštorné
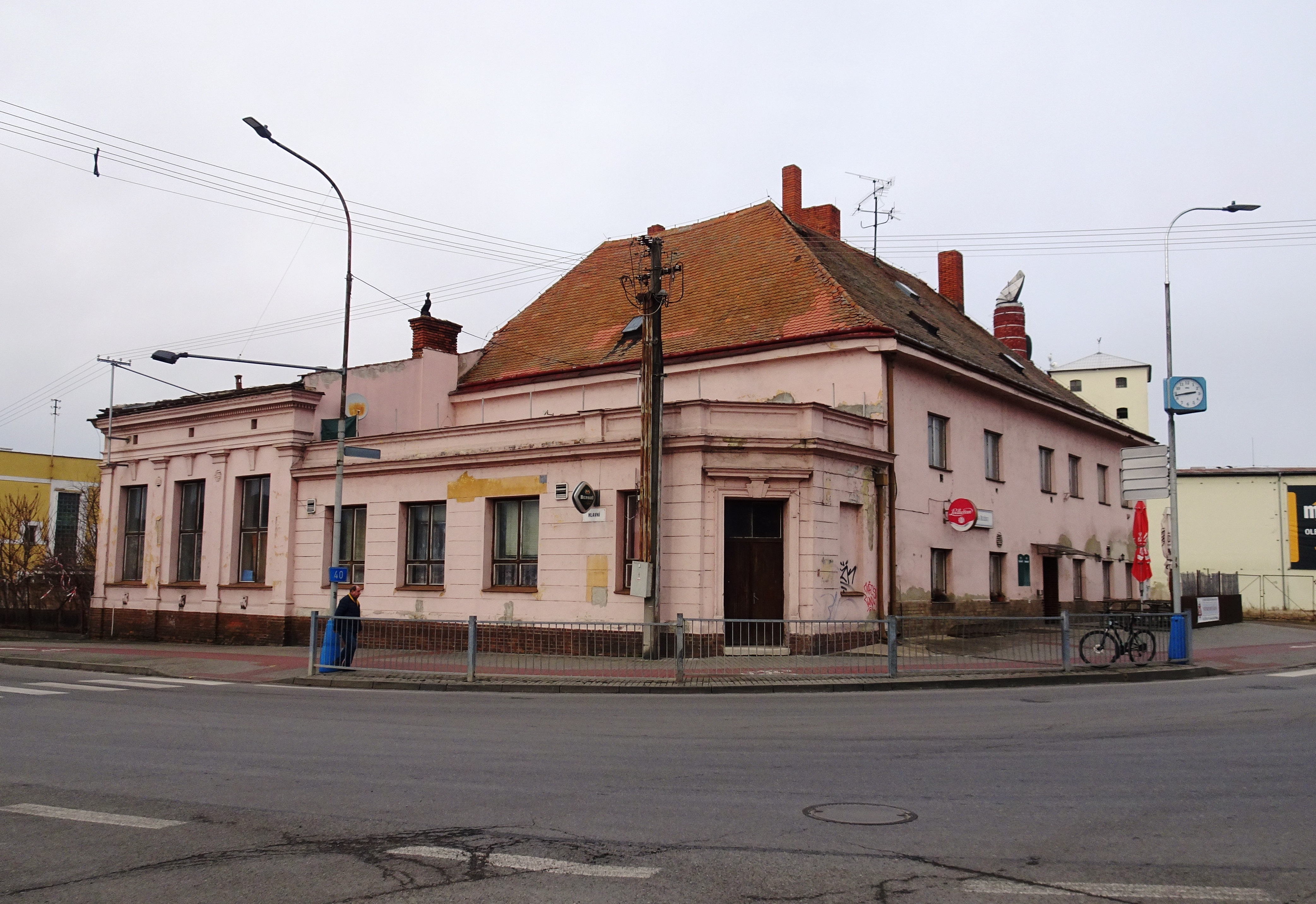
Hostinec „Na rožku“
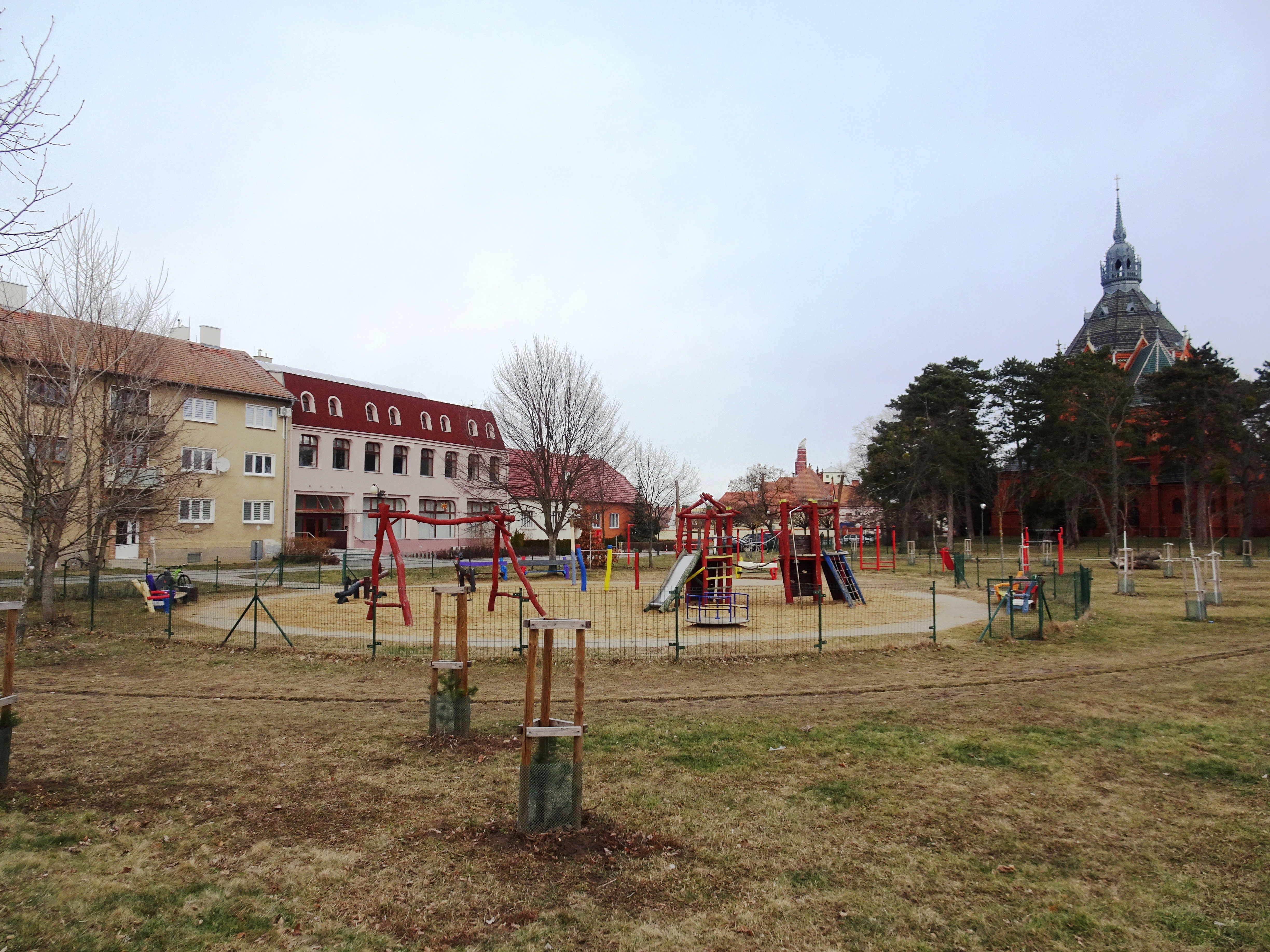
Hřiště za kostelem
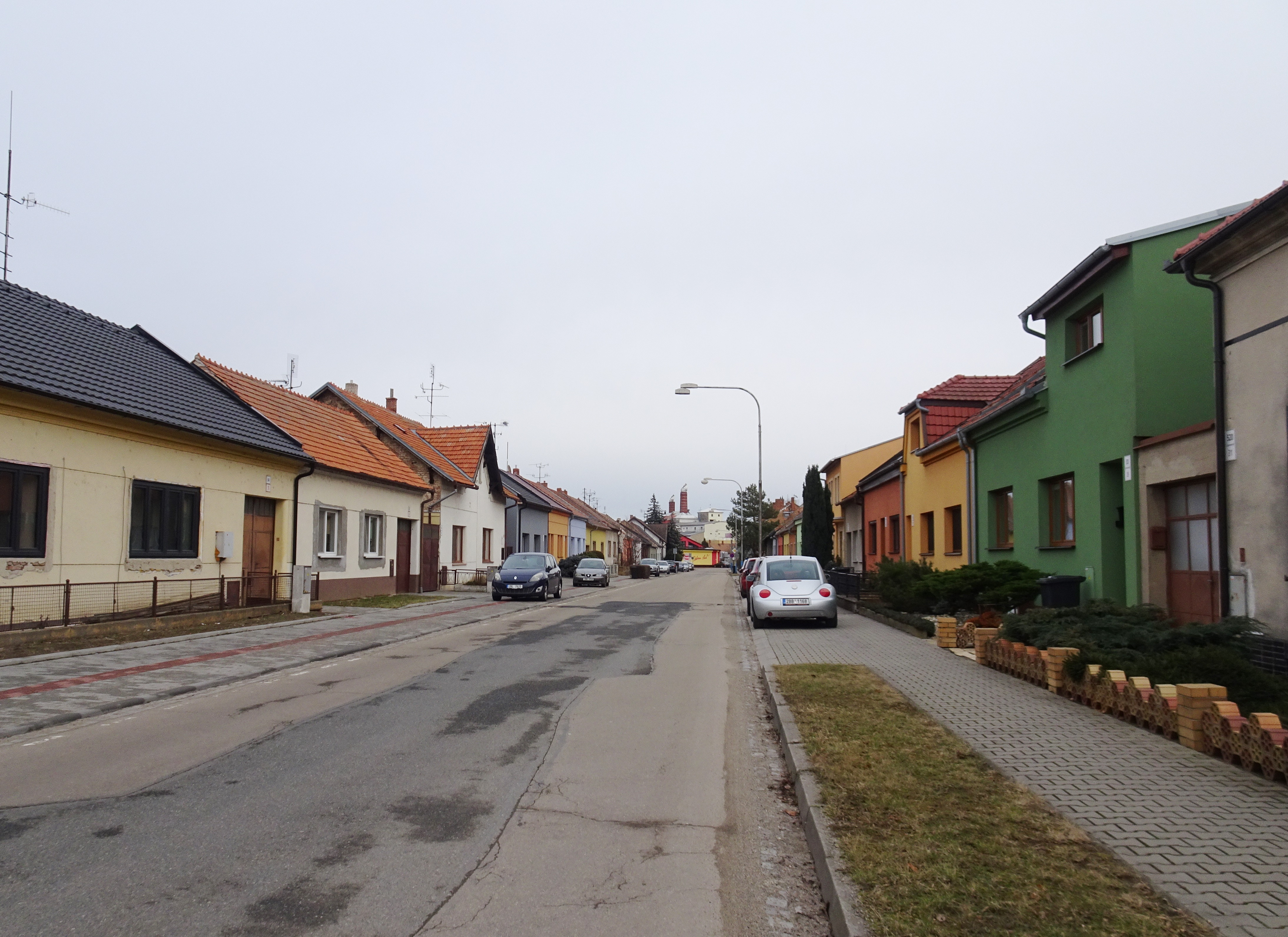
Nádražní ulice
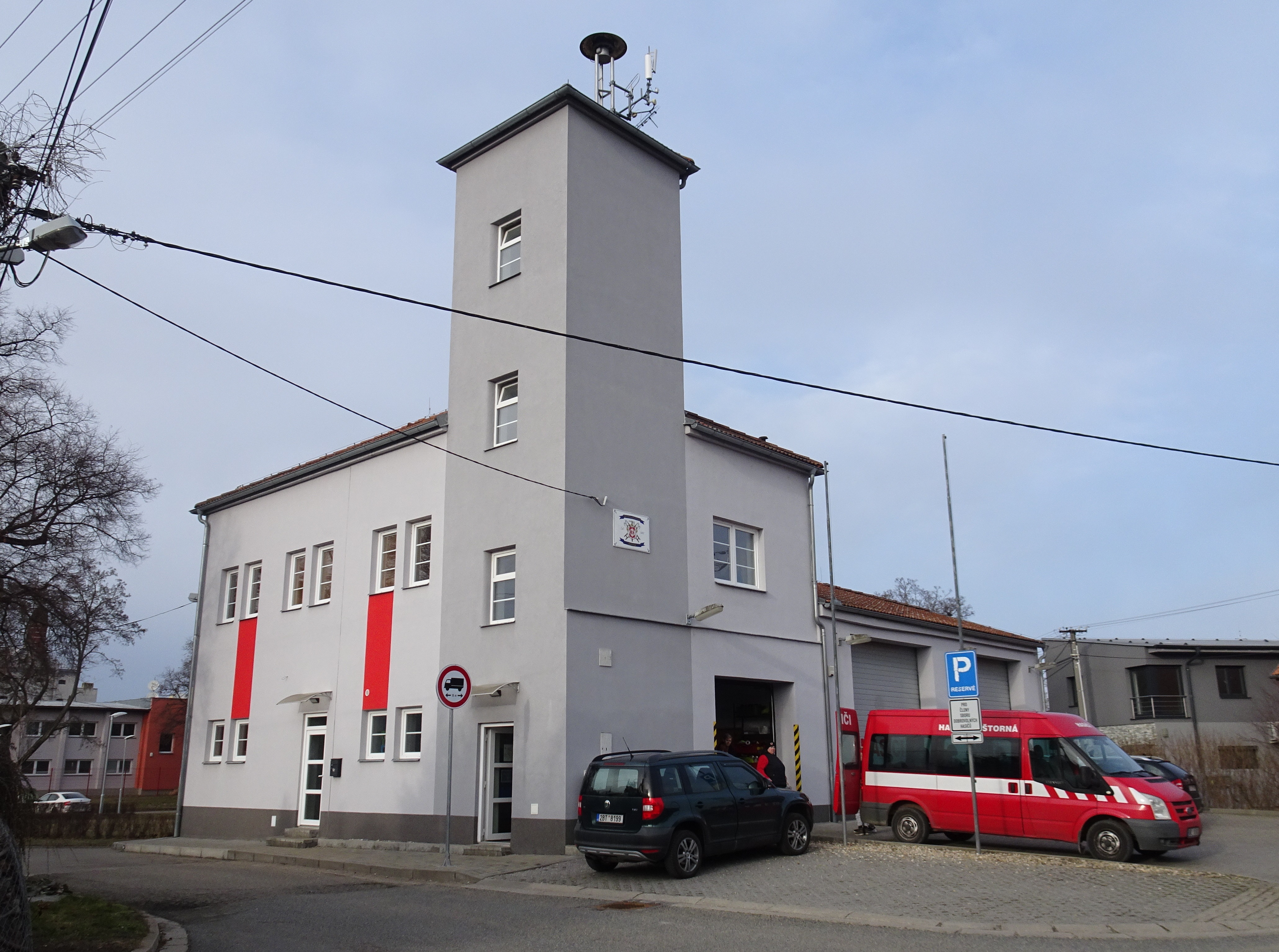
Hasičská zbrojnice na Rovnici